# Містер Зореліт
«Містер Зореліт» (англ. Mr. Spaceship) — науково-фантастична коротка повість американського письменника Філіпа К. Діка. Вперше вийшла в січні 1953 року у видавництві «Greenleaf Publishing Company» у журналі «Imagination». Увійшла до першого тому «Зібраної короткої прози Філіпа К. Діка» 1987 року.
Вперше українською мовою коротка повість вийшла у «Видавництві Жупанського» у 2019 році в першому томі «Повного зібрання короткої прози» Філіпа К. Діка у перекладі Віталія Корсуна.

## Сюжет
Дія короткої повісті відбувається в далекому майбутньому, де люди воюють з «юками», іншопланетянами з планети, що знаходиться біля Проксими Центавра. Війна триває протягом тривалого часу і людство не змогло знайти рішення, як пробити юконський бар'єр з «живих мін» навколо Проксими. Тому команда дослідників під керівництвом Філіпа Крамера вирішує побудувати космічний корабель, який працює від людського мозку. Вони знаходять ідеального кандидата — дуже хворого старого професора Майкла Томаса, який добровільно дарує свій мозок для проєкту.
Зореліт побудований і під час першого випробування в космосі команда виявляє, що професор Томас зробив деякі зміни, надавши йому, а точніше його мозку, повний контроль над кораблем. Відчувши неприємності, команда покидає зореліт. Терранский перехоплювач їх підбирає і відправляє на Місячну базу. Крамеру на базі телефонують та повідомляють, що його дружина Долорес потрапила до лікарні, йому негайно потрібно летіти на Терру. Поблизу Місяця пролітає крейсер, який погоджується забрати Крамера на Терру. На крейсері Крамер здогадується, що це той самий зореліт, який він покинув і, що це професор йому телефонував. Згодом він бачить свою дружину і з'ясовується, що її подібною брехнею заманили на зореліт: їй повідомили, що Крамера поранило вибухом на Місяці. На борту зорельота мозок професора Томаса повідомляє Крамеру і його дружині, що вони будуть шукати нову планету для колонізації, щоб почати все спочатку, оскільки він розчарувався в людстві. Професор вважає, що людство стало видом, який бажає насамперед війни.

## Видання українською мовою
- Дік, Філіп. К. Повне зібрання короткої прози. Том 1 / Пер. з англ.: Віталій Корсун, Ігор Гарнік, Єгор Поляков; передмова: Віталій Корсун; післямова: Ната Гриценко. — Київ: Видавництво Жупанського, 2019. — (Ad Astra) — 600 с. ISBN 978-617-7585-07-6
  - Містер Зореліт (з 104 с. по 134 с.; переклав Віталій Корсун)

## Зауваги
1. ↑  Дані взято з видання: Філіп К. Дік. Повне зібрання короткої прози. Том 1, Видавництво Жупанського, 2019